# Flying Saucer Attack
Flying Saucer Attack es una banda inglesa de rock espacial experimental formada en Bristol en 1992 y dirigida por el compositor David Pearce. Rachel Brook (ahora Rachel Coe) de Movietone fue miembro durante los primeros años de la banda; otros músicos que contribuyeron tanto a las grabaciones del grupo como a las actuaciones en directo son Rocker (ex-the Flatmates), Matt Elliott (también conocido como the Third Eye Foundation) y Sam Jones (de Crescent).
Basándose en fuentes como el krautrock, el folk y el dream pop, el grupo se refirió a su sonido DIY como "psicodelia rural" y fue asociado con grupos de las escenas contemporáneas de post-rock y shoegazing. La banda fue capaz de crear una pequeña pero entusiasta base de fanes, y fueron notables por grabar la mayor parte de su producción en casa, evitando los estudios de grabación.

## Historia
Pearce había sido anteriormente miembro de Ha Ha Ha, lanzando el EP Up and Down en 1985. Luego formó Rosemary's Children, publicando el sencillo de 1986 "Southern Fields" y el álbum de 1987 Kings and Princes. Durante su paso por la escuela de arte de Farnham conoció a otros músicos de Bristol y tocó a principios de la década de 1990 como miembro de varios grupos, incluyendo the Secret Garden, the Distance y Linda's Strange Vacation.
Flying Saucer Attack se formó en 1992 como un colectivo informal centrado en el núcleo de Pearce y Brook, lanzando su primer sencillo, "Soaring High", en enero de 1993 en su propio sello FSA. Su segundo sencillo, "Wish", siguió en junio. Ambos fueron publicados como vinilos de edición limitada de 7 pulgadas cuyos empaquetados estaban hechos a mano.
El primer álbum de estudio del grupo (autotitulado, pero a veces llamado Rural Psychedelia por la aparición de estas palabras en la portada) fue lanzado en 1993, e incluyó una versión ruidista del sencillo contemporáneo de Suede "The Drowners", que provocó el interés de la prensa por el disco. Al igual que los sencillos anteriores, el álbum fue lanzado en el propio sello de FSA por Heartbeat Productions, y deliberadamente solo disponible en vinilo. El álbum fue lanzado en los Estados Unidos por VHF Records a principios de 1994, en CD y vinilo - el CD llevó la leyenda "los discos compactos son una causa importante de la descomposición de la sociedad" (otros lanzamientos llevarían mensajes como "mantenga el vinilo vivo", "la grabación casera está reinventando la música" y "menos es más").
Posteriormente la banda firmó con Domino Recording Company. El primer lanzamiento para el nuevo sello fue Distance (octubre de 1994), que recogió los primeros sencillos y algún material inédito. Fue lanzado en los Estados Unidos por VHF. Un sencillo contemporáneo no perteneciente a álbum alguno, "Land Beyond the Sun", fue el primer lanzamiento de Flying Saucer Attack en el sello estadounidense Drag City, quien lo publicó el 25 de septiembre de 1994, seguido de un lanzamiento de Domino al mes siguiente.
Un segundo álbum de estudio, Further, fue lanzado el 17 de abril de 1995 por Domino y Drag City. Una versión de "Outdoor Miner" de Wire fue lanzada como sencillo ese año. Otro sencillo, Chorus, salió el 20 de noviembre de 1995, incluyendo una nota de prensa indicando que "este álbum marca el final de la fase uno de la FSA". En 1995, Brook dejó la banda para concentrarse en Movietone.
Una versión de la canción popular "Sally Free and Easy" fue lanzada inicialmente como sencillo en CD el 5 de noviembre de 1996; una nota adjunta explicaba que la planta de prensado había sido incapaz de cortarla en vinilo (posteriormente una planta estadounidense lograría la hazaña usando un máster monoaural, siendo publicada en 12" por Drag City). Los lanzamientos de larga duración de 1996 incluyen In Search of Spaces, un álbum que consta de pistas en directo de principios de 1994 (principalmente ruido no estructurado, publicado en el sello Corpus Hermeticum de Bruce Russell), y Distant Station, un álbum con dos pistas largas desarrolladas por Domino act Tele:Funken a partir de samples de la banda.
El EP de tres canciones "Goodbye", lanzado el 21 de enero de 1997 en VHF Records, fue una mezcla de material antiguo y nuevo; la segunda canción, grabada en directo en abril de 1995, contó con el guitarrista neozelandés Roy Montgomery.
New Lands, el tercer álbum de estudio de Flying Saucer Attack, fue lanzado en octubre de 1997. La banda lo describió como "fase dos", pero no se apartó de la mezcla habitual de feedback agresivo, ruido y melodías suaves influenciadas por el folk. Tras New Lands y un último sencillo de 7" publicado solo en vinilo, "Coming Home", ambos de 1997, Pearce dejó Domino.
La versión "fase 2" de Flying Saucer Attack aceptó una invitación para participar en un álbum tributo al cofundador de Moby Grape Skip Spence, que estaba muriendo de cáncer de pulmón. More Oar: A Tribute to the Skip Spence Album, con su versión de "Grey - Afro", fue lanzado por Birdman Records el 6 de julio de 1999.
El cuarto álbum de estudio de Flying Saucer Attack, Mirror, fue lanzado el 17 de enero de 2000 en FSA, marcando el final del grupo durante los siguientes 15 años. Posteriormente, Pearce colaboró con Jessica Bailiff bajo el nombre de Clear Horizon; el dúo lanzó un álbum homónimo en Kranky en 2003.
El único material  nuevo lanzado por la banda durante su año sabático llegó en 2008, cuando Flying Saucer Attack participó en un recopilatorio de dos discos de Fire Records que traslada a la música los 36 poemas del poemario Chamber Music de James Joyce de 1907.
Tras 15 años de parón Flying Saucer Attack lanzó un nuevo álbum, Instrumentals 2015, el 17 de julio de 2015.

## Discografía

### Álbumes de estudio
- Flying Saucer Attack (1993, FSA Records)
- Further (1995, Domino Records/Drag City)
- New Lands (1997, Domino Records/Drag City)
- Mirror (2000, FSA Records/Drag City)
- Instrumentals 2015 (2015, Domino Records/Drag City)

### Singles y EP
- "Soaring High" (1993, FSA Records)
- "Wish" (1993, FSA Records)
- "Crystal Shade" (1994, FSA Records)
- "Land Beyond the Sun" (1994, Domino Records/Drag City)
- "Beach Red Lullaby" (1995, Planet Records)
- "Outdoor Miner" (1995, Domino Records))
- "At Night" split con Jessamine (1996, Enraptured)
- "Sally Free and Easy" (1996, Domino Records/Drag City)
- "Goodbye" presentando a Roy Montgomery (1997, VHF Records)
- "Up in Her Eyes" (1997, Stop Smiling)
- "Coming Home" (1997, Domino Records)

### Álbumes en directo
- In Search of Spaces (1996, Corpus Hermeticum)

### Recopilatorios
- Distance (1994, Domino Records/VHF Records)
- Chorus (1995, Domino Records/Drag City)
- Mort Aux Vaches split álbum con Main y White Winged Moth (2000, Mort Aux Vaches)
- P.A. Blues (2004, VHF Records)
- Heartbeat / Complete (2012, Weltraum)

### Álbumes colaborativos
- Distant Station con Tele:funken (1996, Domino Records/Drag City)

### Apariciones en recopilatorios
- "Since When (One)", "Since When (Two)", "Since When (Three)" and "Since When (Four)" en Harmony of the Spheres (1996, Drunken Fish Records)
- "Grey - Afro" on More Oar: A Tribute to the Skip Spence Album (1999, Birdman Records)
- "XXIV Silently She's Combing" en Chamber Music: James Joyce (1907). 1-36. (2008, Fire Records )